# Kommunarka (miejsce egzekucji)

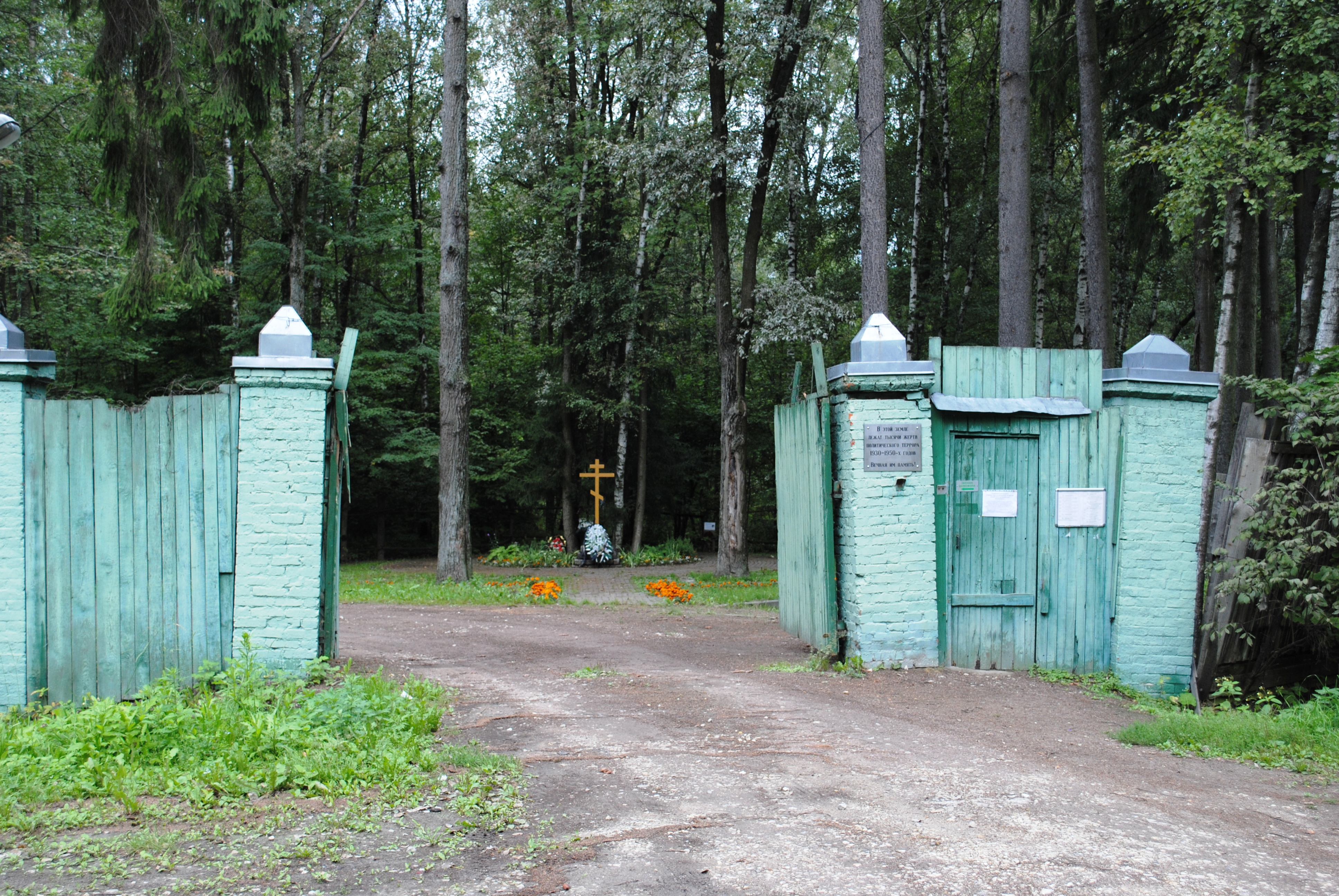
Wjazd na teren Kommunarki

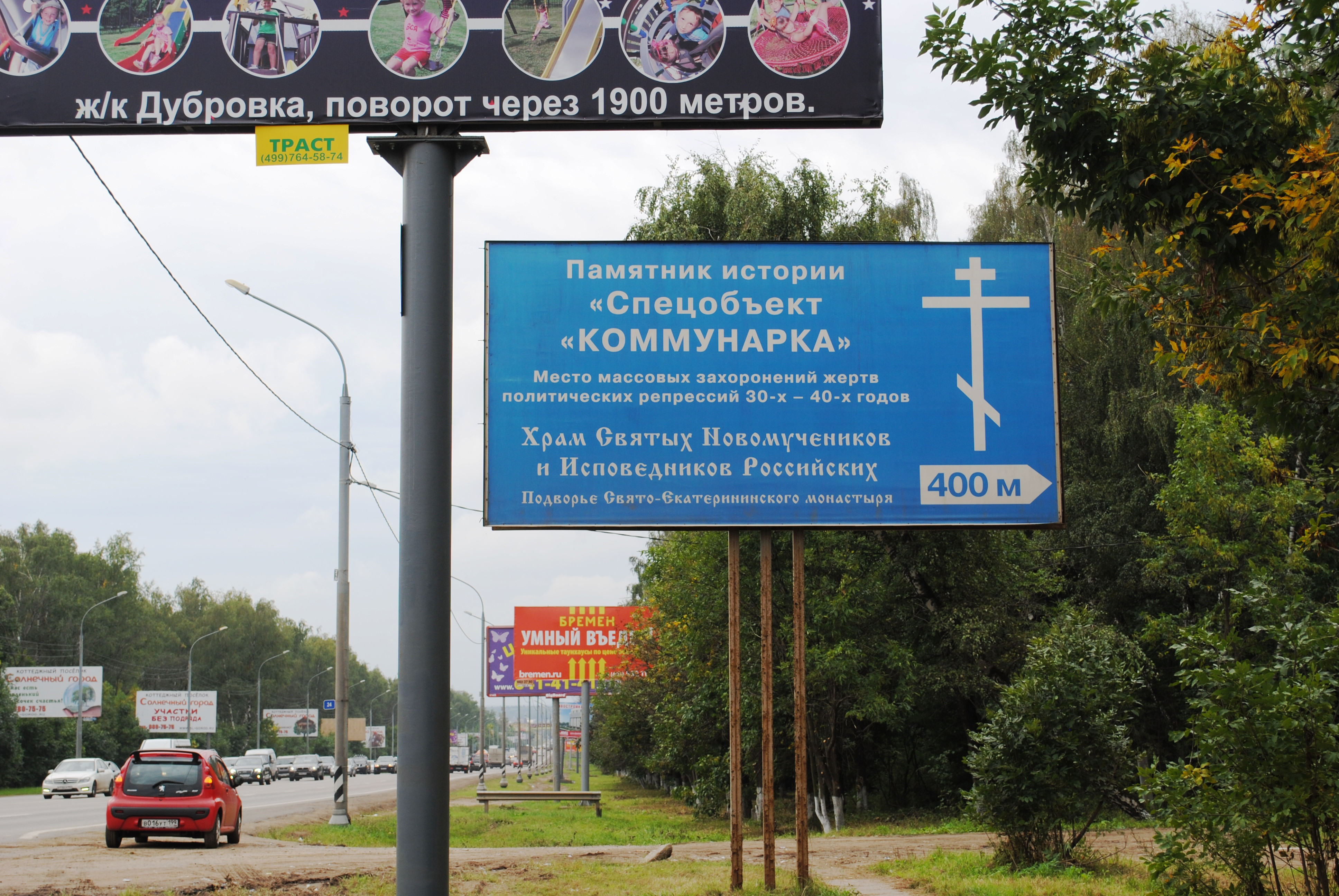
Tablica informacyjna przy szosie kałuskiej

Kommunarka (ros. Коммунарка) – obiekt specjalny NKWD, obecnie cmentarz prawosławny położony na 24 kilometrze szosy kałuskiej (A130 lub A101) w nowomoskiewskim okręgu administracyjnym Moskwy. Obok Butowa miejsce masowych egzekucji dokonywanych przez NKWD przez rozstrzelanie w latach 1937–1941. Rozstrzelano tu i pochowano 10–14 tys. osób. Znane są dane osobowe 4764 ofiar.
Według  współpracownika Stowarzyszenia Memoriał Leonida Nowaka w późniejszym miejscu egzekucji  znajdowała się do rewolucji październikowej posiadłość ziemska Choroszawka z dworem. Położony był w brzozowym lasku w pobliżu stawu  na rzeczce Ordynka. Po przewrocie bolszewickim właściciele majątku zostali wysiedleni, a na przełomie lat 20 i 30. XX w. dwór został przekształcony w obiekt specjalny OGPU.  Jego nazwę "Kommunarka" zapożyczono od pobliskiego gospodarstwa pomocniczego OGPU. Na terenie specobiektu wzniesiono daczę dla Gienricha Jagody – wiceprzewodniczącego OGPU, od 1934 przewodniczącego OGPU, następnie ludowego komisarza spraw wewnętrznych (NKWD). Była to podmiejska rezydencja Jagody, gdzie spotykał się z kierownictwem NKWD.
5 kwietnia 1937 Jagoda został aresztowany przez NKWD, z daczy wywieziono ruchomości. Wobec trwających masowych egzekucji wielkiego terroru pobliski poligon strzelecki NKWD Butowo, gdzie NKWD dokonywało rozstrzeliwań był niewystarczający.  W tej sytuacji następca Jagody Nikołaj Jeżow rozkazał przekazać jego daczę oddziałom egzekucyjnym. Od końca sierpnia 1937 służyła jako miejsce egzekucji, a przylegający teren był miejscem pochówku ofiar w anonimowych mogiłach zbiorowych.
Według danych Stowarzyszenia Memoriał w latach 1937–1941 w Moskwie NKWD rozstrzelało ok. 32 000 ludzi, z czego nie mniej niż 29 200 w latach 1937–1938 (dane z akt spraw przechowywanych w Archiwum Oddziału FSB w Moskwie i  Centralnym Archiwum FSB Federacji Rosyjskiej). Z liczby 32 000 ofiar 20 763 rozstrzelano i pochowano  na poligonie Butowo, kilkaset po skremowaniu na Cmentarzu Dońskim, pozostałych  w Kommunarce. Byli to zarówno obywatele ZSRR różnych narodowości, jak i pochodzący z różnych państw cudzoziemcy. Jednym z zamordowanych był polski poeta, futurysta i działacz komunistyczny Bruno Jasieński.
Ostatnia znana duża egzekucja na terenie Kommunarki została przeprowadzona 16 października 1941, w czasie ofensywy Wehrmachtu na  Moskwę w ramach masakr więziennych NKWD 1941.

## Współczesność
W 1999 Federalna Służba Bezpieczeństwa Federacji Rosyjskiej przekazała obiekt Kommunarka Rosyjskiej Cerkwi Prawosławnej.
22 września 2007 na terytorium obiektu została poświęcona świątynia prawosławna pod wezwaniem Świętych Nowomęczenników i Wyznawców Rosyjskich w Kommunarce.